# Christian Cazalot
Christian Cazalot est un auteur français de divers types d'écrits : biographies, one-man-show, romans ou encore ouvrages politiques.
Il a coécrit la plupart de ses ouvrages avec son frère Eric Cazalot.

## Œuvres

### Biographies
- Ma sorcière bien-aimée : l'imaginaire au pouvoir, coécrit avec Eric Cazalot, DLM Éditions, 1997
- Sylvie Vartan : Une fille de l'Est, coécrit avec Eric Cazalot, Éditions Express Prelude & Fugue, 2003
- Serge Gainsbourg, le maître chanteur, coécrit avec Eric Cazalot, L'Express Roularta, 2004
- Dans la lumière (Sylvie Vartan), coécrit avec Eric Cazalot, XO éditions, 2007

### One Man Show
- Pop Attitude, spectacle de Laurent Touraine, coécrit avec Eric Cazalot, mis en scène par Sylvie Joly, 2004

### Roman
- Come Back, coécrit avec Eric Cazalot, XO éditions - My Major Company Books, 2011

### Ouvrage politique
- Quelque chose va craquer, XO éditions, 2011